# النوباء النحاسية
النوباء النحاسية (الاسم العلمي: Alternaria brassicae)، هو أحد مسببات الأمراض الفطرية من جنس نوباء، فصيلة بوغيانية التي تصيب المحاصيل والنباتات الزراعية، وقد يصيب جميع أنواع البراسيكا بما في ذلك محاصيل البروكلي والملفوف وبذور اللفت الزيتية.
يسبب العفن في النباتات الصغيرة، وأعراض بقعة الأوراق الأقل شدة في حالة الإصابة على النباتات الكبيرة.
المراجع
1. ↑  "Alternaria Leaf Spot of Brassicas | Cornell Vegetables". www.vegetables.cornell.edu. مؤرشف من الأصل في 2024-06-03. اطلع عليه بتاريخ 2024-07-16.
2. ↑  "Alternaria brassicae - an overview | ScienceDirect Topics". www.sciencedirect.com. مؤرشف من الأصل في 2024-07-17. اطلع عليه بتاريخ 2024-07-16.
3. ↑  Anonymous (6 Jan 2015). "Brassicas, Alternaria Leaf Spot". Center for Agriculture, Food, and the Environment (بالإنجليزية). Archived from the original on 2024-07-07. Retrieved 2024-07-16.